# Verificación de hechos

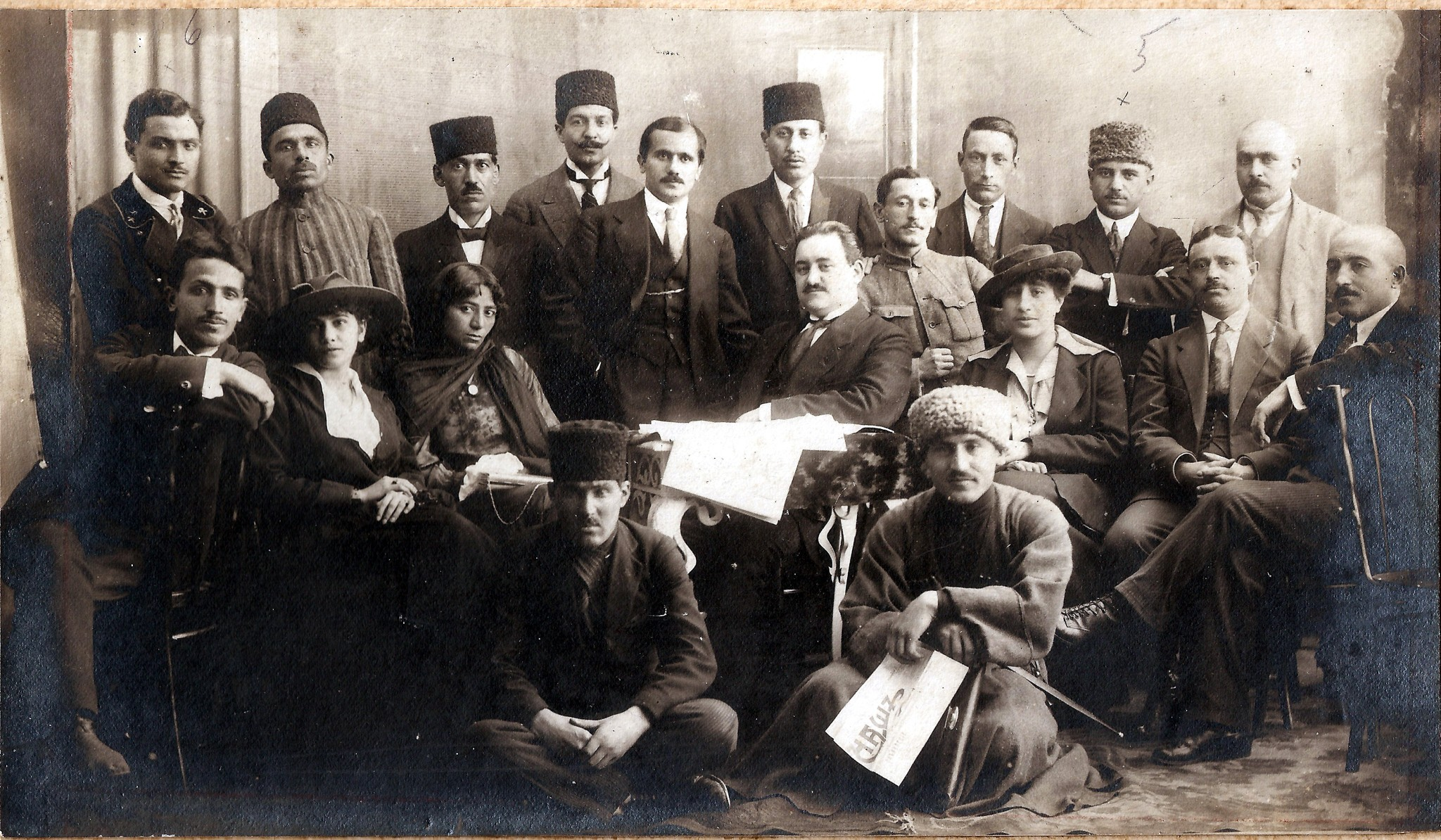
Miembros editoriales del diario "Azərbaycan" (1919) De izquierda a derecha, sentados en frente: Piri Mursalzadeh, Rahim Aga. En el medio: Hanafi Zeynalli, Rubaba Taghizadeh, Shafiga Afandizadeh, Mammad Amin Rasulzadeh, Sahra Pashazadeh, Uzeyir Bey Hajibeyov, Mustafa Bey En sus piernas desde la izquierda: Abdul Abdullazadeh, Mirza Hadi (Atlasov), Hajiibrahim Gasimov, Mammadali Sidgi Safarov, Shafi Bey Rustambeyov, Seyid Huseyn Sadig, Halil Ibrahimov, Gadir Heydarov, Ali Yusufzadeh, Muhammed Hadi Abdussalimzadeh.

La verificación de hechos (en inglés, fact-checking) consiste en detectar errores y noticias falsas en los medios de comunicación.
Si bien esta labor existe desde el inicio del periodismo, en particular en el periodismo de investigación, desde la primera década del siglo XXI emergieron medios que se dedican exclusivamente a la verificación de hechos, sobre todo en Internet.
Varios términos designan esta actividad: mientras que en los países de habla inglesa y en Francia predomina el vocablo fact checker, fact checking o fact fracking, en Alemania el fenómeno se conoce bajo el pseudo-anglicismo watchblog (blog de observación).

## Prensa escrita
En la prensa escrita, desde el siglo XX es común que haya periodistas dedicados exclusivamente a la verificación de datos. En 2010, el semanario alemán Der Spiegel era, según un artículo en Columbia Journalism Review, el medio masivo que más personas empleaba para esta labor (unos 80 periodistas).

## Medios digitales
El origen del fenómeno actual en la internet se originó en la prensa anglosajona: en Estados Unidos el fenómeno adquirió popularidad con el establecimiento del sitio web sin fines de lucro FactCheck.org (2003), seguido por PolitiFact (de St. Petersburg Times) y The Fact Checker (de The Washington Post), en el año 2007. Le siguieron diferentes medios en línea en el Reino Unido (Channel 4 Fact Check y Full Fact), y en Argentina, donde el principal referente es Chequeado, fundado en 2010. En Francia el fenómeno se popularizó antes de las elecciones presidenciales de 2012.  El Instituto Poynter lidera una red internacional de verificadores en la que los medios de verificación subscriben un Código de Principios que regule su actividad periodística.  Observadores externos han destacado que los verificadores mismos no están exentos de prejuicios, y entes como Politifact se han visto forzados a retraer artículos propios que resultaron ser falsos.
Paralelamente en Alemania emergió un género de blogs dedicado a la verificación de hechos: el watchblog, término creado a partir de la fundación del blog BILDblog en 2004, el cual observaba y verificaba los artículos del diario Bild, el de mayor tirada del país. BILDblog llegó a ser el blog más popular en Alemania y recibió elogios del filósofo Jürgen Habermas; desde 2009 se dedica también a la verificación de hechos en otros medios.
En España, varios medios se dedican a esta labor: por ejemplo, el programa de televisión de La Sexta El objetivo (en su espacio «Pruebas de verificación», especializado en política) y las webs Maldita.es, y Newtral, así como EFE Verifica de la agencia de noticias EFE, Verificat, web de verificación que opera en Cataluña o Fets o Fakes, sección de verificación de Catalunya Ràdio. En el diario El Confidencial, el blog de análisis político La Chistera se dedica a la verificación de datos.
En América Latina han proliferado muchos medios digitales o cibermedios dedicados al fact-checking o comprobación de hechos, datos, discursos públicos o contenidos virales en las redes sociales. Su objetivo es combatir la desinformación y mejorar el conocimiento informado de la sociedad siguiendo una metodología que contiene los siguientes pasos: 1. Selección de la frase, afirmación o declaración pronunciada en un ámbito público o trino en redes sociales; 2. Evaluación de la relevancia, impacto social y repercusión en el debate público o viralización social; 3. Consulta a las fuentes: autor/a de la afirmación, fuentes oficiales, expertas, alternativas y recolección de bases de datos públicas y oficiales que permitan realizar la verificación; 4. Contextualización de la afirmación realizando una labor de periodismo explicativo; 5. Otorgar una calificación con base en unas categorías establecidas.
Una característica que se observa entre los medios que se dedican al fact-checking es la creación de proyectos colaborativos para luchar contra la desinformación durante las campañas electorales. Ejemplos de esta colaboración entre medios de verificación fueron Electionland, Crosscheck, Checkpoint), Reverso, Comprova, Verificado o RedCheq.